# Szerémy Gizella
Középgéczi Szerémy Gizella (Balassagyarmat, 1867. május 1. – Dunakeszi, 1936. február 12.) magyar színésznő. Szerémy Zoltán testvére, Kacskovics Lajos unokája. Liptay Károly újságíró felesége.

## Élete
Apja Szerémy Gábor Nógrád megyei központi főszolgabíró volt, édesanyja daruvári Kacskovics Gizella. Összesen hatan voltak testvérek. 1888-ban szerzett oklevelet a Színiakadémián. 1980-ban Krecsányi Ignác temesvár-pozsony-budai társulatához került, ahol drámai-szende és fiatal – hősnő – szerepeket játszott. 1898 tavaszáig között Kolozsváron játszott a Nemzeti Színházban, ahol 1895. február 23-án mutatkozott be a Vasgyáros Claire szerepében. Legkiválóbb drámai alakításait a Sardou-drámákban és a Shakespeare-tragédiákban mutatta be. Fedóra, Lujza (Ármány és szerelem), Ophélia (Hamlet), Desdemona (Otelló), Melinda (Bánk Bán), Rózsi (Cigány), Mathilde (Folt, amely tisztít), Tosca, Széchy Mária, Lecouvreur Adrienne, Drouget Mária (Utolsó szerelem) stb. Egy esztendei Makó Lajos társulatánál történt szegedi működés után, 1899-ben szerződtette a Vígszínház. Itt Ibsen Kis Eyolfjában Rita szerepében aratott nagy sikert, amelyet csak fokozott az Éjjeli menedékhely kétségbeesett munkásasszonyaként, (erről a híres kritikus, Keszler József külön tárcát írt az Az Ujságban), majd a Nőstényfarkasbeli realisztikus alakításával, Jászai Mari mellett is tökéletes elismerést tudott aratni. 1902-ben vonult vissza a színpadtól. 1907. június 8-án Budapesten házasságot kötött Liptay Károly (1873–1933) hírlapíróval.

## Jelentősebb szerepei
- Madách Imre: Az ember tragédiája – Éva
- Henrik Ibsen: Kis Eyolf – Rita
- Georges Ohnet: A vasgyáros – Claire
- David Belasco: Pillangókisasszony – Kitty
- Georges Feydeau: Fernand házasodik – Lucette Gautier